# Kirche Göhren (Wechselburg)

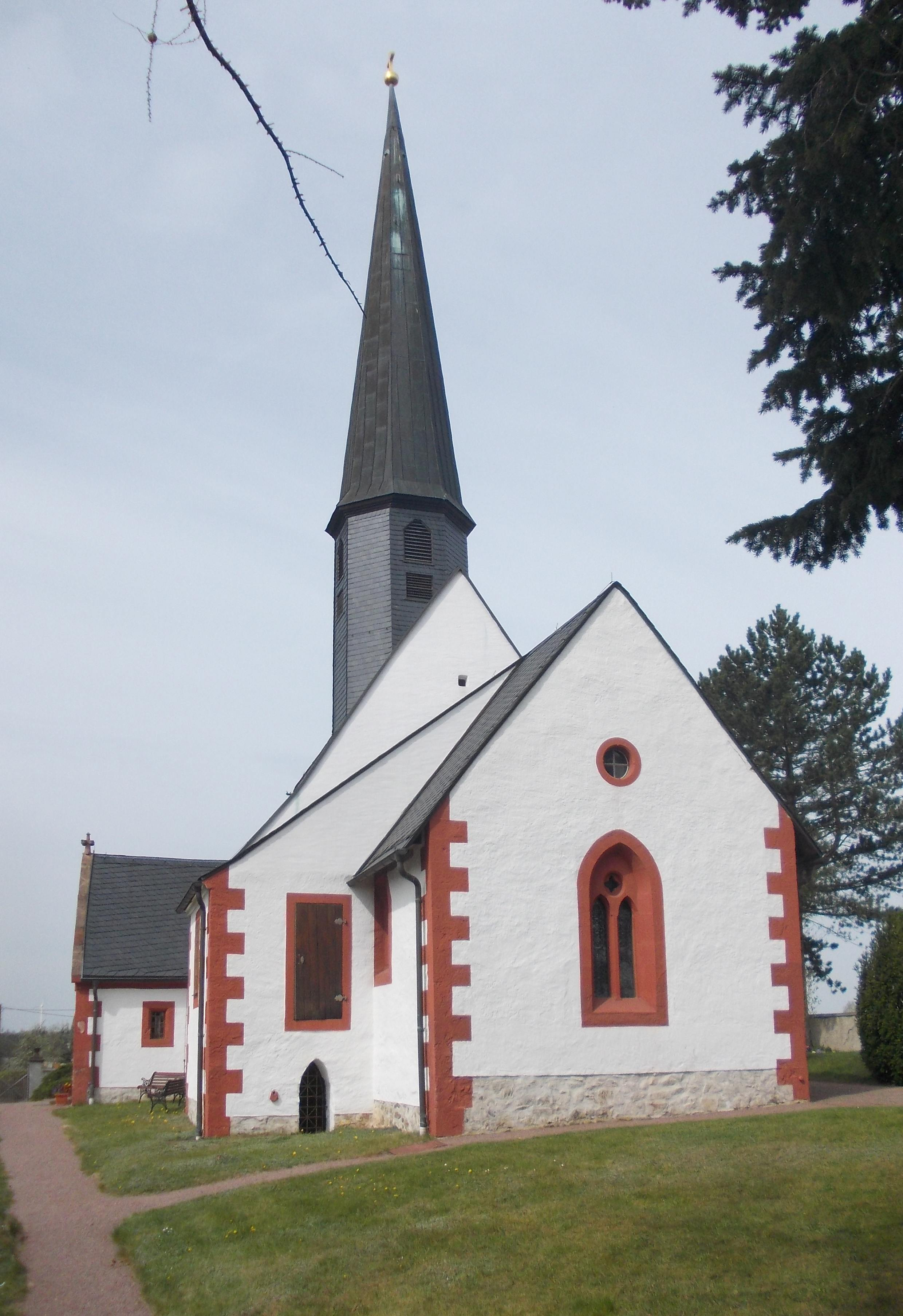
Kirche Göhren (Wechselburg)

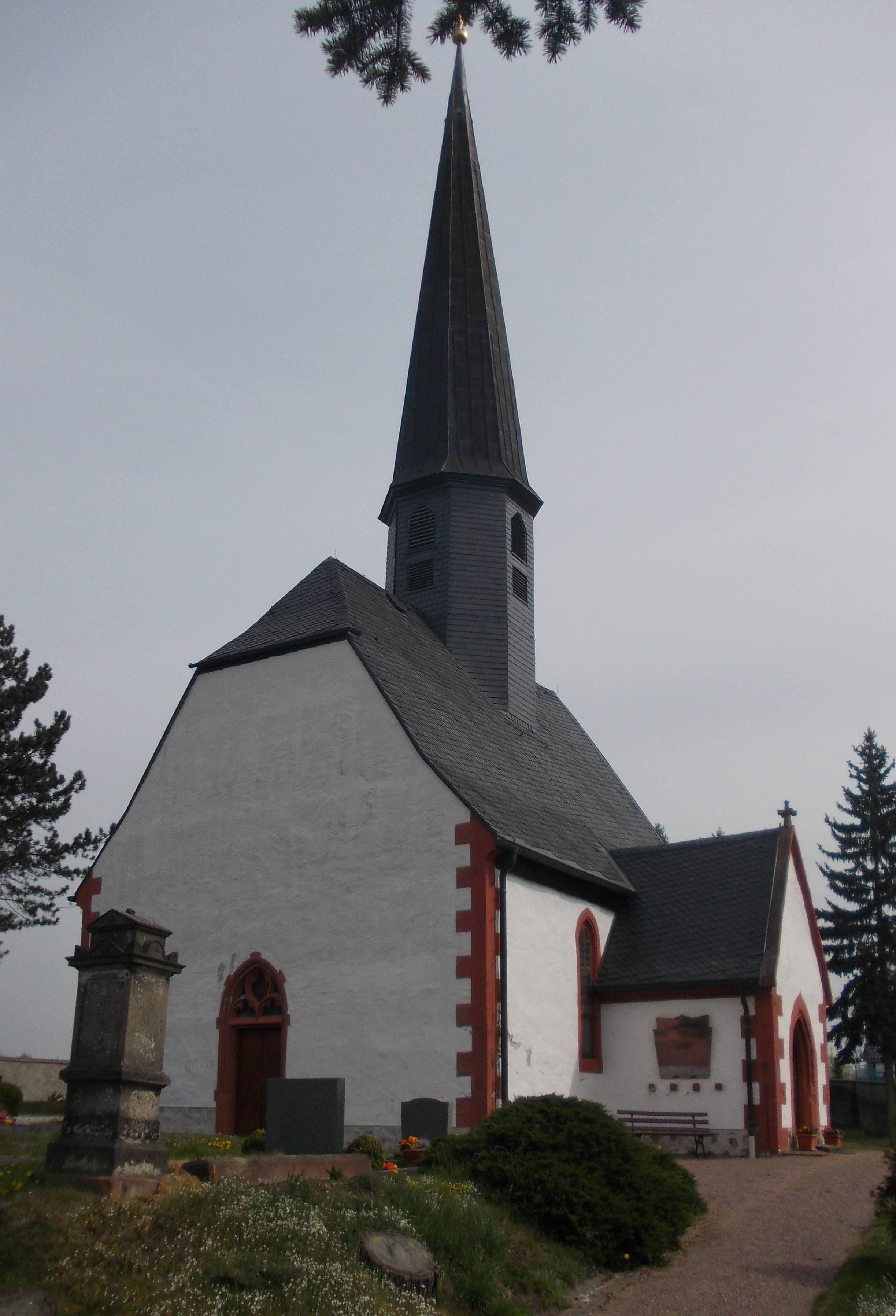
Ansicht von Westen

Die evangelische Dorfkirche Göhren (auch: St. Katharinen und Georgen) ist eine im Kern spätromanische Saalkirche im Ortsteil Göhren von Wechselburg im Landkreis Mittelsachsen in Sachsen. Sie gehört zur Kirchengemeinde Rochlitz-Wechselburg im Kirchenbezirk Leisnig-Oschatz der Evangelisch-Lutherischen Landeskirche Sachsens und kann in der Regel nicht besichtigt werden.

## Geschichte und Architektur
Die spätromanische Saalkirche wurde auf einer Anhöhe zu Beginn des 13. Jahrhunderts neu erbaut. Im Jahr 1519 wurden die Eingangshalle und ein Dachreiter hinzugefügt und eine Renovierung der Kirche vorgenommen; eine Restaurierung erfolgte 1875, wobei die Emporen, die Kanzel und die Loge eine einheitliche Farbfassung erhielten; weitere Arbeiten in den Jahren 1895 und 1990.
Das Bauwerk ist ein verputzter Bruchsteinbau mit deutlich kleinerem, eingezogenem Chor mit geradem Schluss, die Eckverbände sowie die Fenster- und Türgewände wurden aus Rochlitzer Porphyr gearbeitet. Über dem Saal erhebt sich ein schwerer Dachreiter mit spitzem Helm, die Fenster sind rund- und spitzbogig gestaltet, mit einem Zwillingsfenster an der Ostseite. An der Südseite des Saales ist eine Eingangshalle angefügt, das Spitzbogenportal ist mit verschränktem Stabwerk gestaltet, an der Südseite des Chores befindet sich ein kleiner zweigeschossiger Anbau.
Im Innern ist das Bauwerk flachgedeckt, mit eingeschossigen Emporen an der Nord- und Westseite. Ein runder Triumphbogen vermittelt zum Chor, der als Winterkirche abgetrennt ist. An der Chorsüdseite ist eine Patronatsloge eingebaut; der vertieft gelegene untere Raum ist mit einem Tonnengewölbe und mit einer Piscina ausgestattet.

## Ausstattung
Das Hauptwerk der Ausstattung ist ein bedeutender spätgotischer Flügelaltar mit der Jahreszahl 1512 von Franz Geringswald aus Altenberg; das Gesprenge ist verloren. In der Predella ist ein Relief mit der Grablegung der Heiligen Katharina angeordnet, daneben zwei Gemälde mit den Heiligen Rochus und Erasmus sowie Dorothea und Apollonia. Im Mittelschrein sind als Schnitzfiguren Anna selbdritt und die Kirchenpatrone Katharina und Georg dargestellt, in den Flügeln Barbara und Johannes der Täufer sowie Martin und Sebastian, auf den Rückseiten Gemälde von Elisabeth und Margarete; die gemalten Standfiguren mit der Darstellung von Andreas und Valentin gingen verloren. Im Auszug befinden sich kleine Figuren des Salvator sowie eines Diakons und Nikolaus. Vom spätromanischen Taufstein aus Porphyr ist nur die prächtig mit Palmetten verzierte Kuppa erhalten, der Rest wurde 1892 erneuert. Ein lebensgroßer gefasster Kruzifix gehört dem 16. Jahrhundert an. Eine reich verzierte spätgotische Sakramentsnische aus Rochlitzer Porphyr zeigt im Bogenfeld ein Relief mit dem von Engeln gehaltenen Schweißtuch der Heiligen Veronika vom Ende des 15. Jahrhunderts. Die originale Tür mit gekreuzten Eisenbändern ist erhalten.

## Orgel
Die kleine barocke Orgel ist ein Werk von Johann Andreas Hesse aus dem Jahr 1795/96 mit heute zehn Registern auf einem Manual und Pedal. Im Jahr 1854 erfolgte eine Überholung durch Wilhelm Eduard Schmeisser, bei der vermutlich der Principalbass 8′ im Pedal eingebaut wurde. Nach Abgabe der Prospektpfeifen im Jahr 1917 wurde 1933 ein neuer Prospekt aus Kupfer und Zinn eingebaut. Im Jahr 1946 erfolgten Reparaturen durch Reinhard Schmeisser.
Die Disposition lautet:
| Manual CD–c3 |       |
| Principal    | 4′    |
| Gedackt      | 8′    |
| Flauto       | 8′    |
| Gedackt      | 4′    |
| Octava       | 2′    |
| Qvinta       | 1 ⁄2′ |
| Mixtur III   |       |
| Bordun       | 16′   |

| Pedal CD–c1  |     |        |
| Principalbaß | 8′  | (1854) |
| Subbaß       | 16′ |        |